# The Eye (Yello)
The Eye è l'undicesimo album in studio del gruppo di musica elettronica svizzero Yello, pubblicato nel 2003.

## Tracce
1. Planet Dada
2. Nervous
3. Don Turbulento
4. Soul On Ice
5. Junior B
6. Tiger Dust
7. Distant Solution
8. Hipster's Delay
9. Time Palace
10. Indigo Bay
11. Unreal
12. Bougainville
13. Star Breath
14. Planet Dada [Flamboyant]